# ノヴァ・イグアス
ノヴァ・イグアス（Nova Iguaçu [ˈnɔvɐ iɡwɐˈsu, ˈnɒ̝v iɣwə̆ˈsuˑ, ˈnɒ̝və jɣwəˈsu]）は、ブラジルのリオデジャネイロ州の都市である。州内では、リオデジャネイロ市、サンゴンサロ、ドゥケ・デ・カシアスに次ぐ第4位の規模である。リオデジャネイロ市の北西に位置する。都市にはブラジル北東部からの低所得の移民が多く住んでいる。